# Equatoriaal-Guinese peseta
De Equatoriaal-Guinea peseta was de munteenheid van Equatoriaal-Guinea. Het verving in 1969 de Spaanse peseta en werd in 1975 vervangen door Equatoriaal-Guinese ekwele.

## Munten
In Madrid werden vier soorten munten geslagen: 1 peseta in aluminiumbrons; 5, 25 en 50 peseta's in kopernikkel, waarbij de laatste de buste van Francisco Macías Nguema toont.

## Bankbiljetten
Op 12 oktober 1969 werden drie bankbiljetten gedrukt: 100, 500 en 1000 peseta's.